# 罗德尼·埃文斯
罗德尼·埃文斯（Rodney Evans，1971年—）是一位居住在纽约市的美国电影制作人和讲师。埃文斯出生于布鲁克林，在皇后区长大。他于1993年获得布朗大学现代文化和媒体艺术学士学位 ，并于1996年从加州艺术学院获得了电影制作艺术硕士学位。
2004年，他制作了自己的第一部长篇电影《兄弟情深》(Brother to Brother) ，讲述了一位年轻的黑人同性恋者在哈莱姆文艺复兴时期遇到一位幸存者时所面临的挑战。《兄弟情深》在2004年圣丹斯电影节上获得戏剧评审团特别奖，并在其他电影节中获奖，如Outfest，Roxbury电影节和西雅图同性恋电影节。
2008年，埃文斯获得了古根海姆奖学金（Guggenheim Fellowship）和创意资本基金会（Creative Capital Foundation Grant）的资助。2009年，埃文斯制作了一部纪录片短片《比利和亚伦》（Billy and Aaron），讲述了爵士音乐家比利·斯特雷霍恩（Billy Strayhorn）在1940年代作为同性恋者的经历。这部电影是2010年翠贝卡电影节的正式入围影片。
2013年，他发布了自己的第二部故事片《快乐的悲伤》（The Happy Sad），这部电影是根据肯·厄本（Ken Urban）的戏剧改编的，讲述了布鲁克林两对截然不同的年轻夫妇决定探索性别和性的界限。这部电影在IFC中心和圣丹斯电影院(Sundance Cinemas)首映。 
埃文斯于2015年开始在普林斯顿大学任教。

## 影视作品
- The Unveiling (1996)
- Close to Home (1998; short film)
- Two Encounters (1999; short film)
- Brother to Brother (2004)
- Billy and Aaron (2010; short film)
- The Happy Sad (2013)
- Daydream (2014)
- Persistence of Vision (2016)
- Vision Portraits (2019)